# Oulus len
Oulus len (finsk: Oulun lääni, svensk: Uleåborgs län) er et finsk len, som blev oprettet i 1775 ved udskilning fra det daværende Vasa len. Lenet var svensk indtil 1809, hvor det blev afstået til Rusland efter Sveriges nederlag i den finske krig.
Lensbestyrelsen er placeret i byen Oulu, Finlands sjettestørste by, og landshøvding er Eino Siuruainen (2006).
- Areal: 57.000 km².
- Indbyggere: 461.000 (2004)
- Befolkningstæthed: 8,1 indb./km².

Lenet omfatter følgende landskaber (svenske navne i parentes):
- Kainuu (Kajanaland)
- Pohjois-Pohjanmaa (Norra Österbotten)

De største byer i Oulus len er (svensk navn i parentes):
- Oulu (Uleåborg), Kajaani (Kajana), Raahe (Brahestad), Kuusamo.